# سن بارتلمی
سن بارتلمی (به فرانسوی: Saint-Barthélemy) به صورت رسمی جزو مجموعه فرادریایی فرانسه محسوب می‌شود.
اسم مستعار آن سن بارت (به فرانسوی: Saint-Barth) و (به انگلیسی: St. Barts) است. مساحت آن ۲۱ کیلومترمربع و جمعیت آن ۸٬۸۲۳ نفر (آمار ۲۰۰۸) است. پایتخت و بندر اصلی شهر گاستاویا است.
این جزیره تنها مستعمره سوئد (مدت زمان مشخص) در دریای کارائیب بود و به مدت محدودی بعد اتمام جنگ ناپلئون مستعمره سوئد بود و نشانه‌هایی از تمدن سوئد در پرچم نظامی (۳ تاج) دیده می‌شود.
زبان، آشپزی و فرهنگ به‌طور واضحی فرانسوی هستند. در تعطیلات زمستانی جزیره بسیار مورد توجه توریست‌ها قرار می‌گیرد. 

## تصویرها

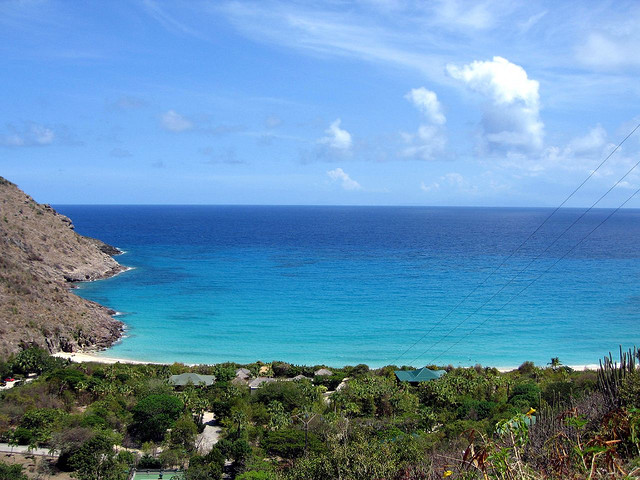
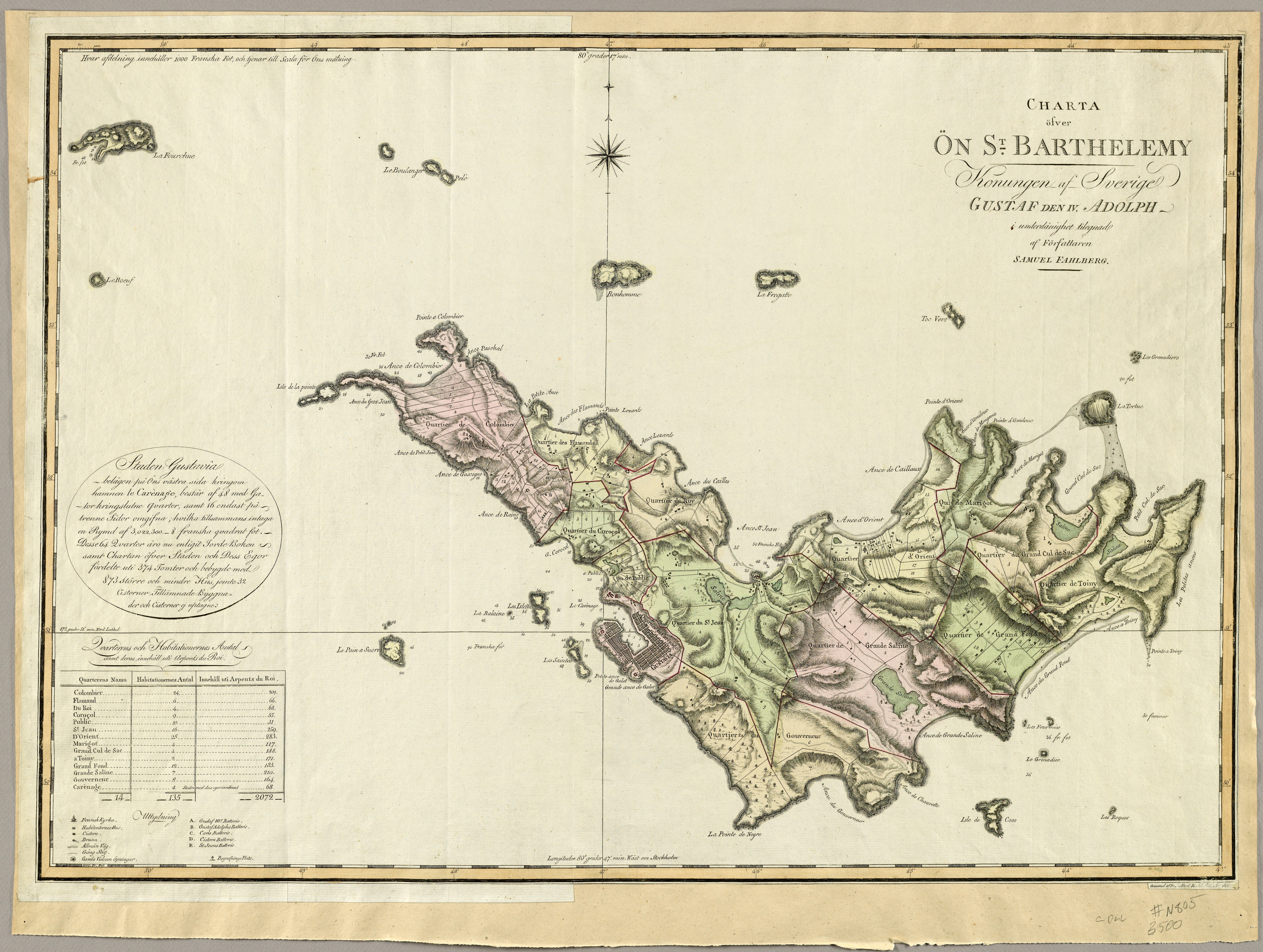
۱۸۰۱
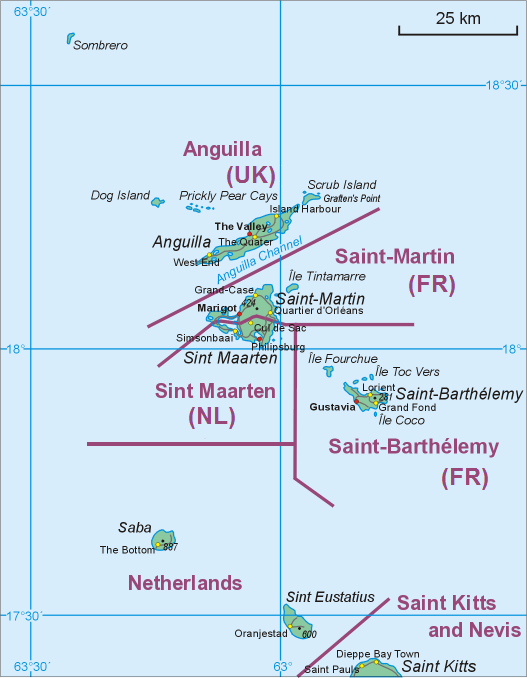
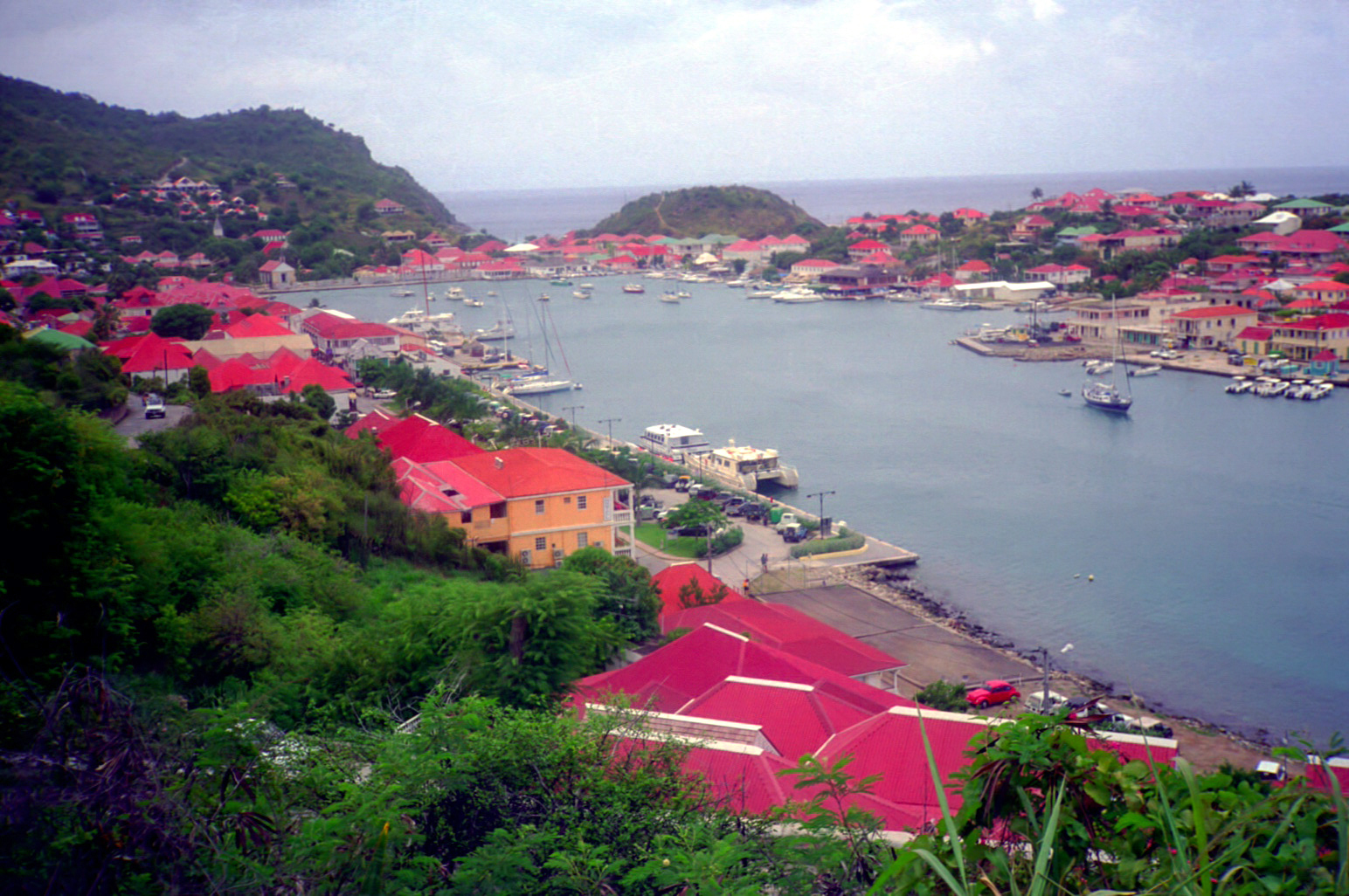
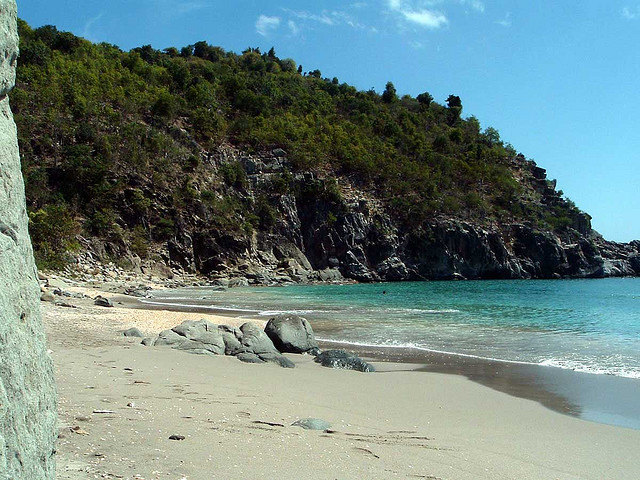
تقسیمات
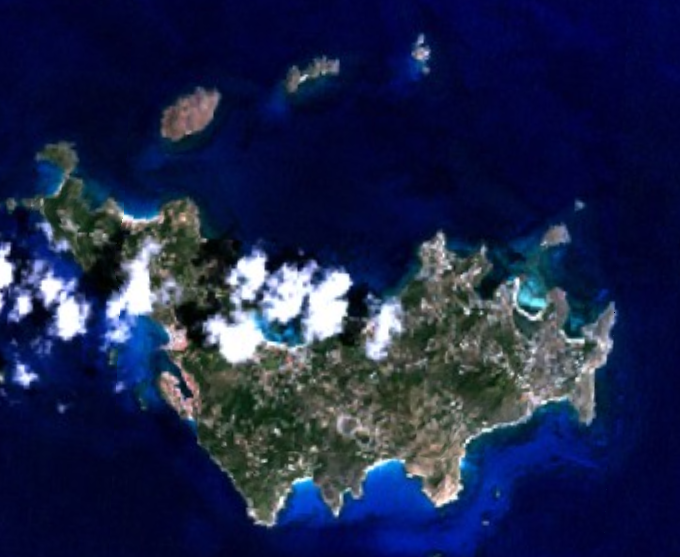
تصویر ماهواره ای از جزیره
نشان رسمی
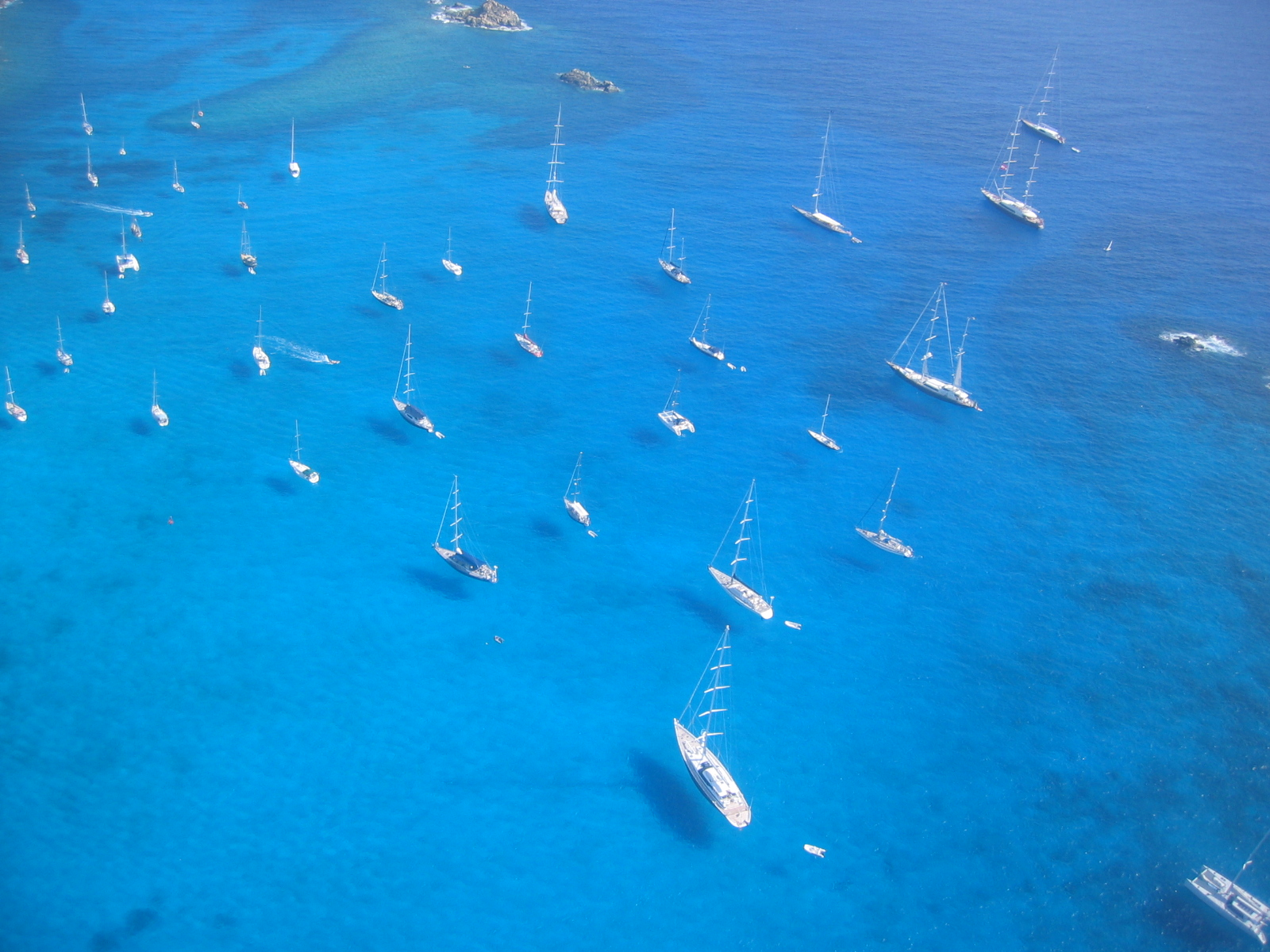
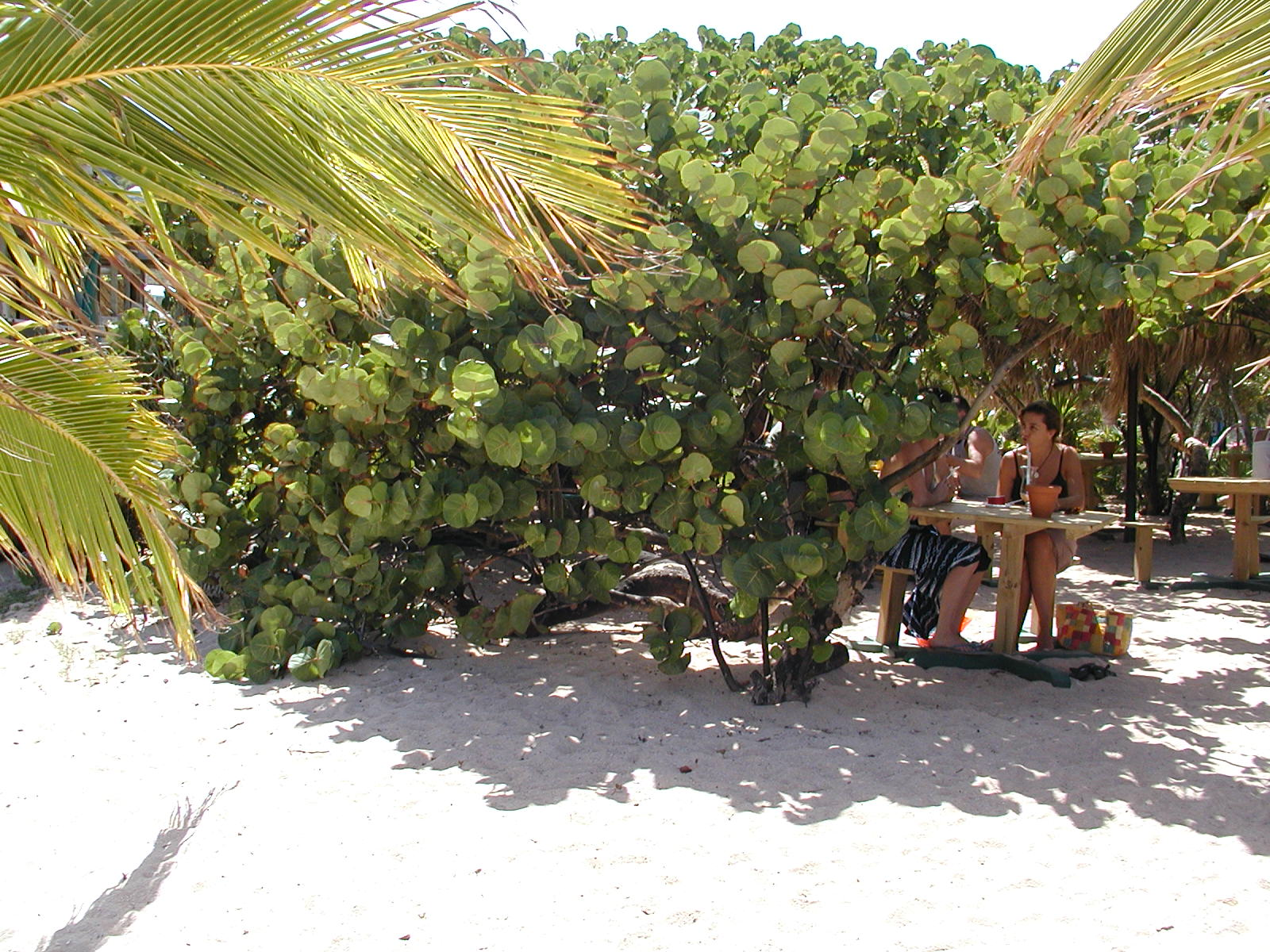
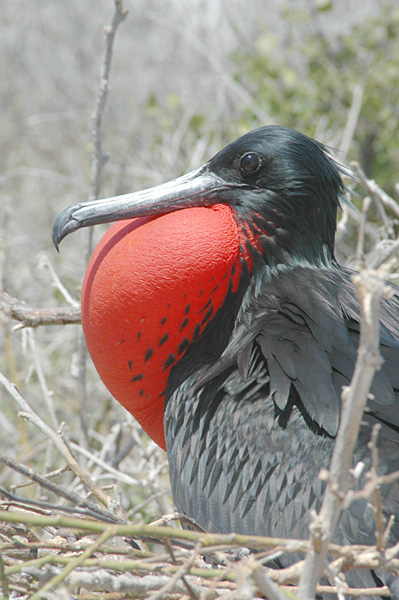
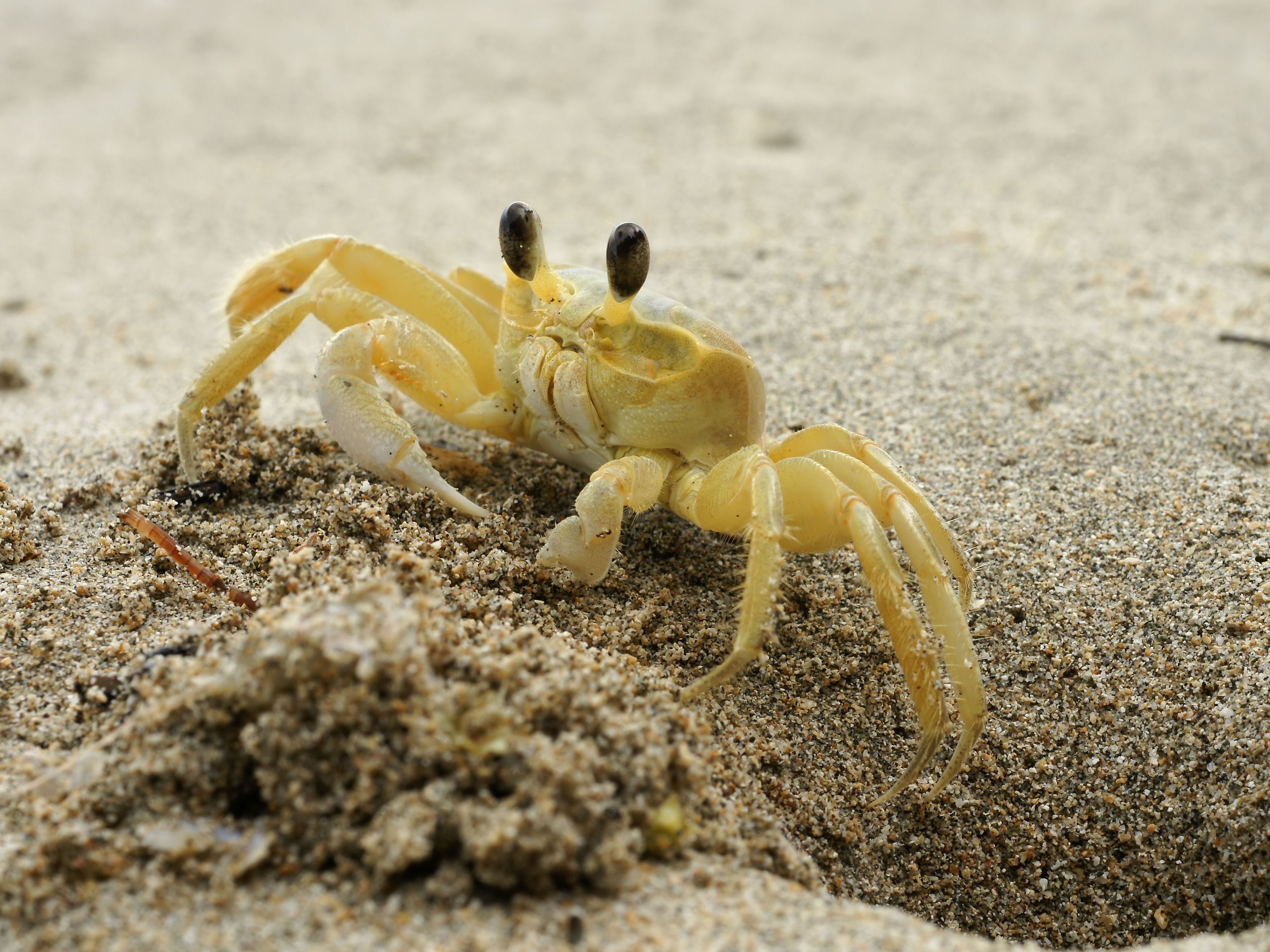
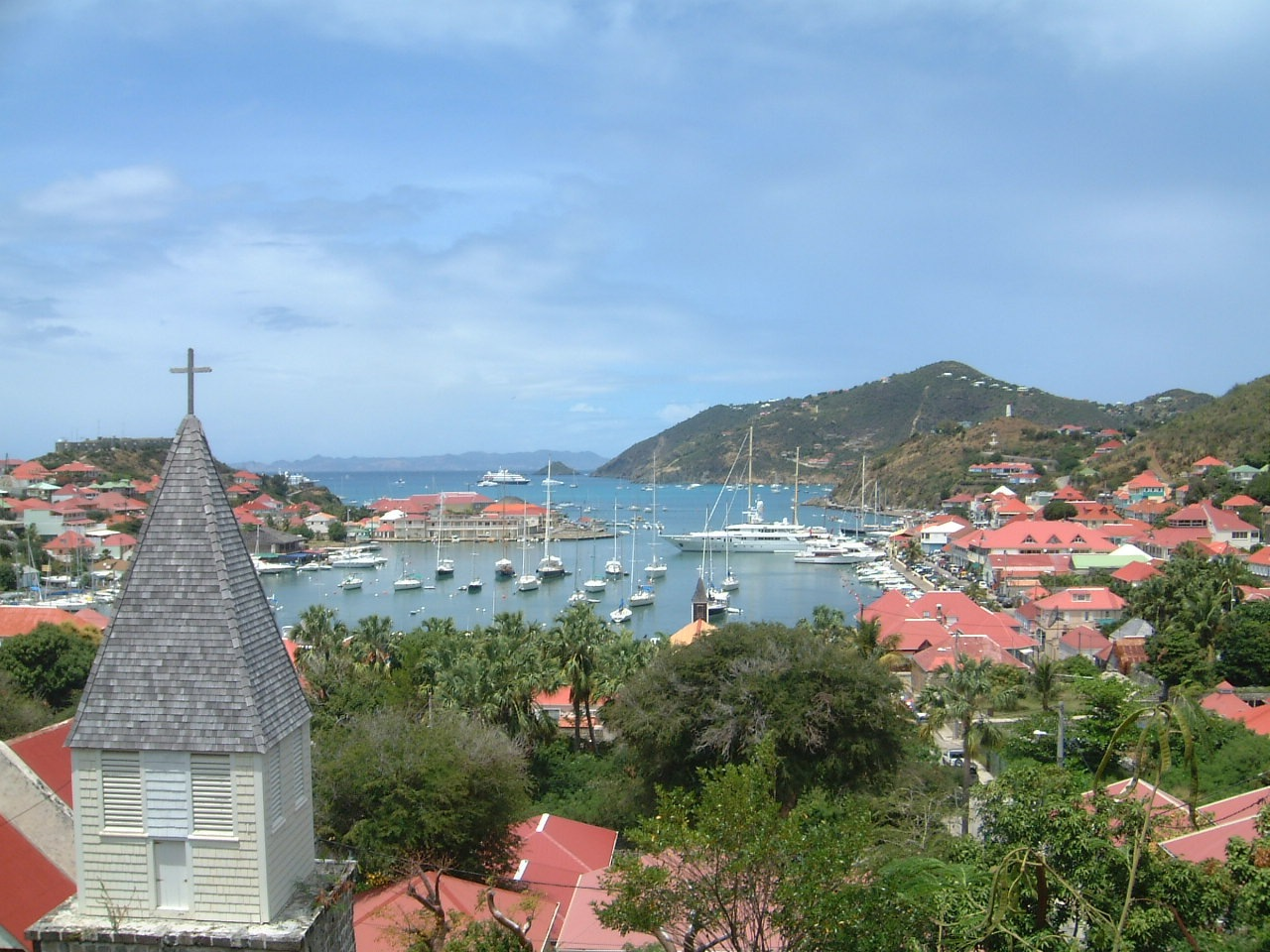
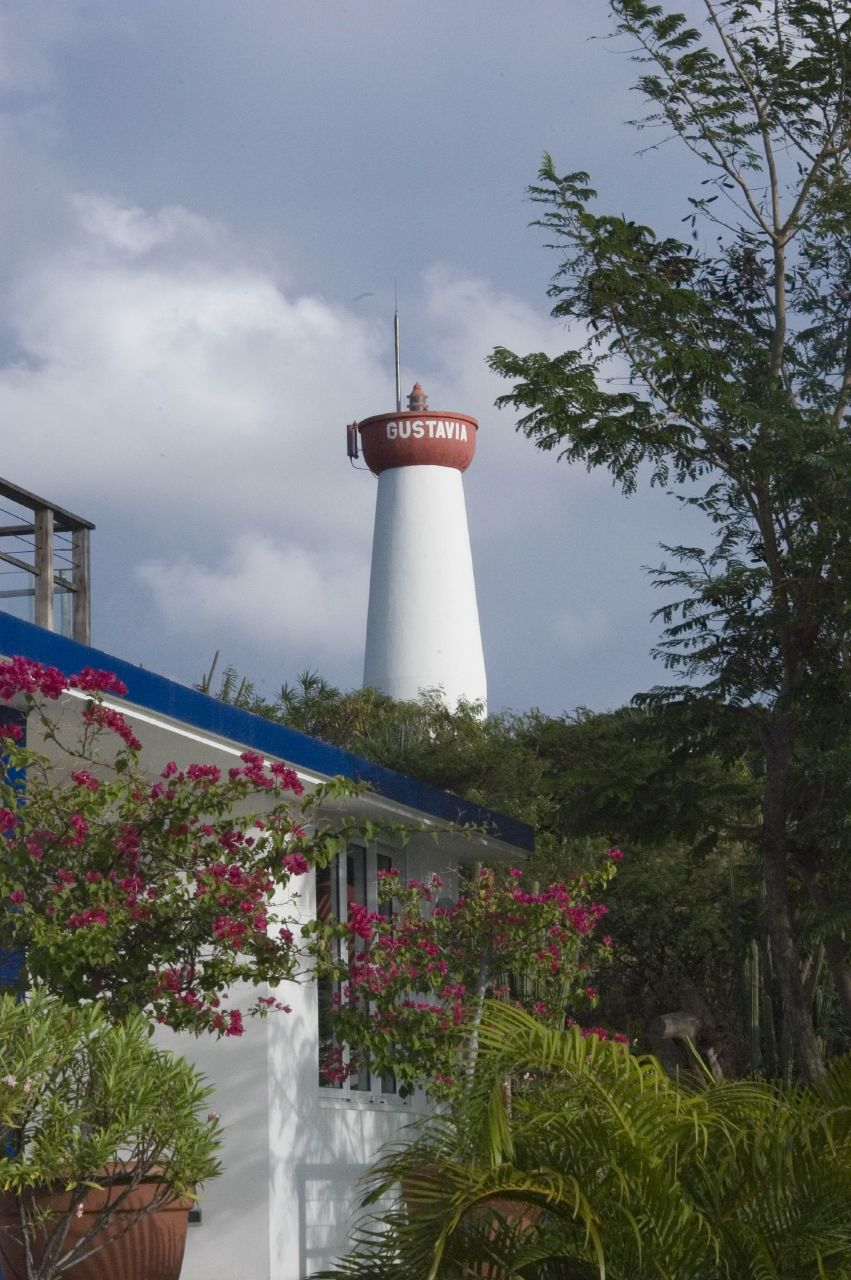
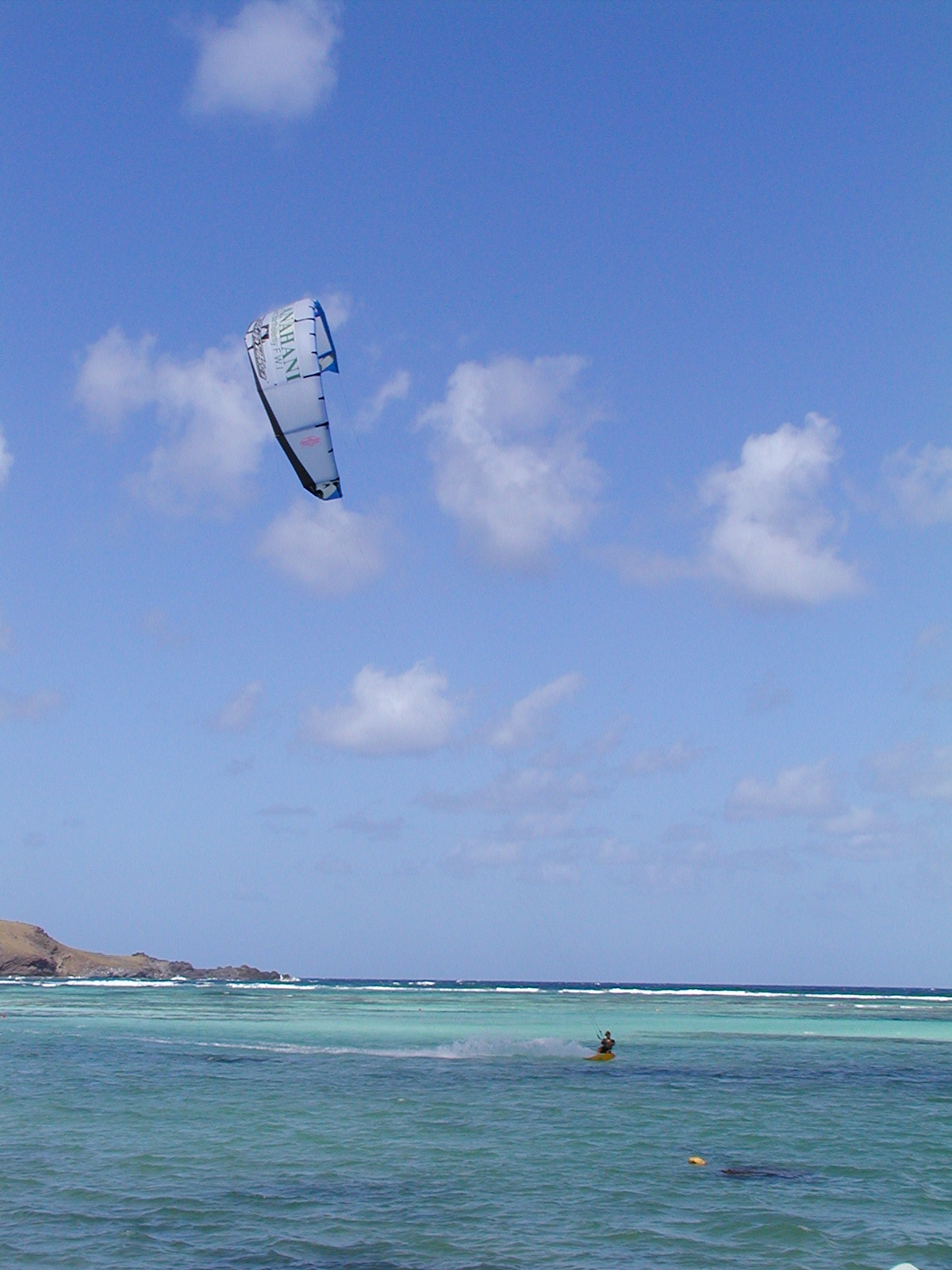
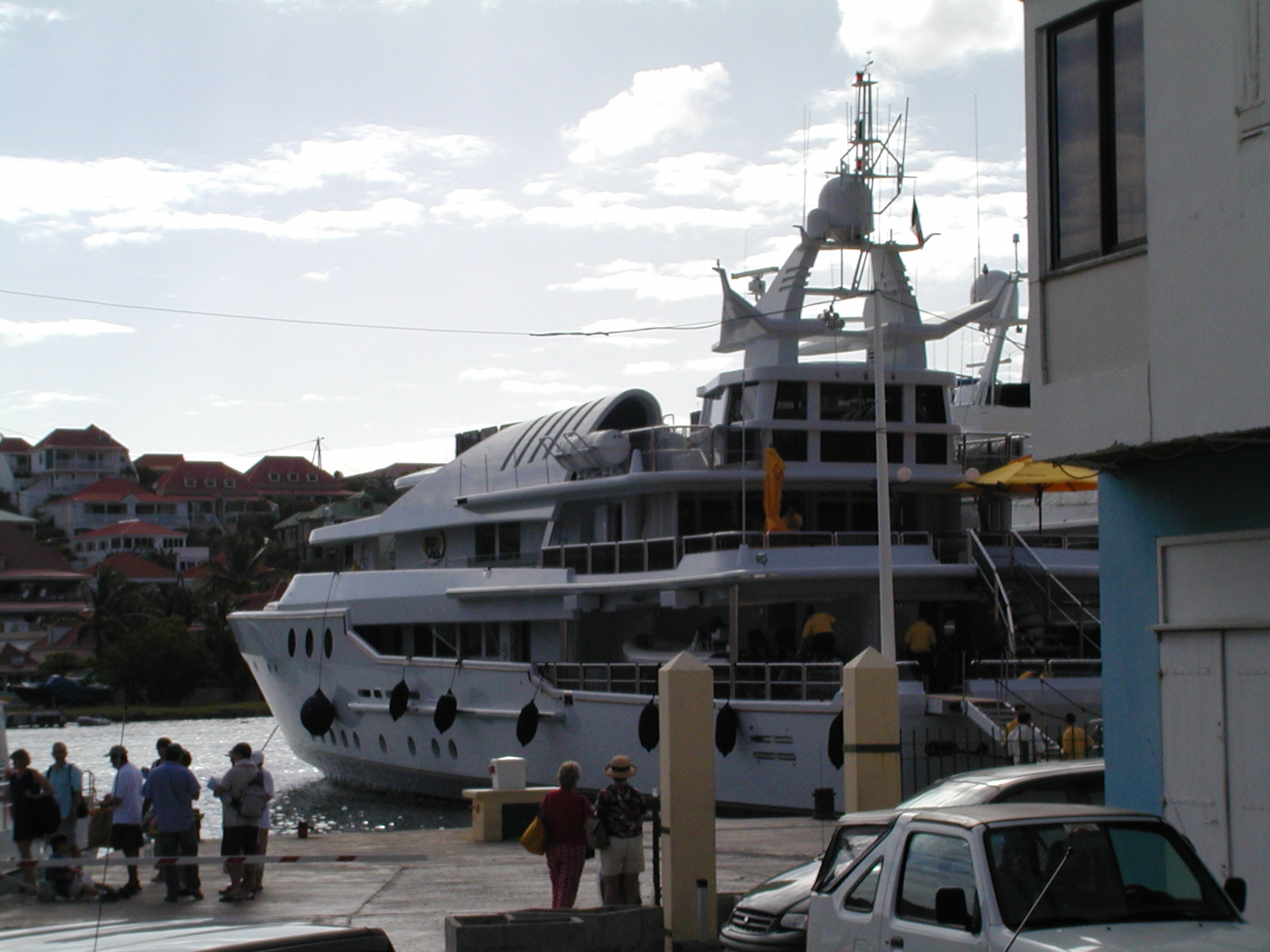

## جمعیت
| ۱۷۶۶                                         | ۱۷۸۵ | ۱۸۱۲  | ۱۸۸۵  | ۱۹۶۱  | ۱۹۶۷  | ۱۹۷۴  | ۱۹۸۲  | ۱۹۹۰  | ۱۹۹۹  | ۲۰۰۷  |
| -------------------------------------------- | ---- | ----- | ----- | ----- | ----- | ----- | ----- | ----- | ----- | ----- |
| ۳۲۷                                          | ۹۵۰  | ۵٬۴۸۲ | ۲٬۶۰۰ | ۲٬۱۷۶ | ۲٬۳۵۱ | ۲٬۴۹۱ | ۳٬۰۵۹ | ۵٬۰۳۸ | ۶٬۸۵۲ | ۸٬۴۵۰ |
| اطلاعات برگرفته از اداره آمار سوئد و فرانسه. |      |       |       |       |       |       |       |       |       |       |